# Typhochrestus paradorensis
Typhochrestus paradorensis är en spindelart som beskrevs av Jörg Wunderlich 1987. Typhochrestus paradorensis ingår i släktet Typhochrestus och familjen täckvävarspindlar.
Artens utbredningsområde är Kanarieöarna. Inga underarter finns listade i Catalogue of Life.